# Marco Pacione
Marco Pacione (Pescara, 27 luglio 1963) è un dirigente sportivo ed ex calciatore italiano, di ruolo attaccante.

## Caratteristiche tecniche
È ricordato come un centravanti che esibiva «una malizia non comune», tra le altre cose molto abile nell'«appoggiarsi e fare perno sul marcatore avversario».

## Carriera

### Giocatore

#### Atalanta
Pacione cresce calcisticamente nel vivaio dell'Atalanta, con cui fa il suo debutto nel calcio professionistico nella stagione 1982-1983, non ancora ventenne, scendendo in campo 20 volte e segnando 6 reti in Serie B. Nell'annata successiva, 1983-1984, consolida la sua importanza all'interno della squadra bergamasca, rivelandosi uno dei principali artefici della promozione in Serie A con 15 reti in 36 gare disputate, conquistando a corollario il titolo di capocannoniere del campionato cadetto.
Nella stagione 1984-1985, in cui debutta in massima categoria, nonostante la giovane età è ormai tra i punti fermi degli orobici; giovando dell'affiatamento con il compagno di reparto Strömberg, contribuisce con 5 gol in 29 partite di campionato alla salvezza nerazzurra, togliendosi inoltre la soddisfazione di andare a segno sul campo della Roma e contro i futuri campioni d'Italia del Verona.

#### Juventus

Pacione alla Juventus nel 1986, contrastato dal blaugrana Víctor, nel retour match dei quarti di Coppa dei Campioni (1-1).

Le positive stagioni a Bergamo danno l'opportunità a Pacione, nell'estate 1985, di andare a vestire la maglia di una big del calcio italiano, la Juventus campione d'Europa in carica e al centro di un profondo rinnovamento della rosa nel post-Heysel; i piemontesi, anche alle prese con il lento recupero dell'infortunato Briaschi, acquistano il giovane e promettente Pacione con l'idea di farlo crescere gradualmente, affidandogli il ruolo di vice-Serena.
Tuttavia il giovane non si dimostra all'altezza delle aspettative e l'esperienza in bianconero si rivela negativa, costellata da vari e grossolani errori in fase realizzativa. Poco impiegato sino alla primavera, viene improvvisamente buttato nella mischia in una delle fasi più importanti della stagione, ovvero il doppio confronto nei quarti di Coppa dei Campioni contro il Barcellona, inframezzato dalla sfida-scudetto sul campo della Roma; un infortunio di Briaschi fa sì che l'allenatore Giovanni Trapattoni lo inserisca dopo 10' nell'andata di coppa al Camp Nou (persa 0-1), mentre l'ulteriore forfait di Serena gli consegna una maglia da titolare prima per la gara di campionato contro i giallorossi e poi per il retour match al Comunale contro i catalani.
Se già nel big match dell'Olimpico (perso 0-3) non brillò, sarà soprattutto la gara del 19 marzo 1986 contro il Barcellona a rivelarsi, a posteriori, lo spartiacque nella carriera di Pacione: nei 90' contro i blaugrana si rende protagonista di numerosi e marchiani sbagli sottorete, di «rara sciaguratezza», che a qualificazione sfumata (1-1) ne fanno suo malgrado il capro espiatorio dell'eliminazione.
Pacione conclude la stagione con 12 presenze in Serie A, senza mai segnare. Durante la permanenza a Torino si toglie comunque la soddisfazione di laurearsi campione d'Italia e di vincere la Coppa Intercontinentale, seppur da comprimario; tuttavia la succitata e opaca prestazione contro il Barcellona, di fatto aveva già posto termine alla sua avventura in bianconero nonché alle sue possibilità di carriera ad alti livelli.

#### Verona

Pacione (a sinistra) al Verona, mentre batte il portiere fiorentino Landucci e decide la gara di campionato del 24 gennaio 1988 (1-0).

Dopo appena un anno, la Juventus si libera senza troppe remore di Pacione, cedendolo al Verona. Diversamente da Torino, in Veneto l'attaccante riesce parzialmente a riscattarsi, disputando tre stagioni su buoni livelli. Nel primo campionato con gli scaligeri, 1986-1987, sigla 4 reti in 28 partite, contribuendo al quarto posto finale in classifica e annessa qualificazione in Coppa UEFA. Rimane su tali livelli realizzativi anche nelle restanti due annate, con 6 gol in 29 presenze nel 1987-1988, e 5 reti in 30 gare nel 1988-1989; in quest'ultima si toglie anche la soddisfazione di realizzare una doppietta all'ex squadra bianconera nella vittoriosa sfida di campionato del 12 febbraio 1989 al Bentegodi (2-0).
Risalgono inoltre al periodo in maglia gialloblù le sue due apparizioni (con un gol) con la maglia della nazionale B, con la quale debutta il 18 novembre 1987.

#### Torino e Genoa
Nell'estate 1989 passa al Torino, scendendo in serie cadetta. Nell'unica stagione in maglia granata Pacione ottiene la sua seconda promozione in massima categoria, contribuendo al salto di categoria con 6 marcature in 30 partite di campionato giocate. Ceduto nell'estate seguente, nel campionato 1990-1991 ha comunque modo di calcare i campi di Serie A grazie al passaggio al Genoa. Con i rossoblù disputa 18 partite segnando 1 rete, la sua ultima in massima categoria. L'anno successivo viene utilizzato soltanto in 4 occasioni, nelle quali non riesce a trovare la via del gol.

#### Reggiana e Mantova
Nell'estate 1992 si accasa alla Reggiana, in Serie B, dove giocando da titolare ottiene la terza promozione in A della sua carriera, cui contribuisce con 7 gol in 32 partite. Nella stagione 1993-1994 scende in campo per l'ultima volta in massima categoria con gli emiliani, prima di passare, nel gennaio 1994, al Mantova, in Serie C1. Con i virgiliani, dopo 15 presenze e 2 reti in campionato, chiude prematuramente la sua carriera agonistica all'età di trentuno anni, dopo aver collezionato 151 presenze e 21 reti in Serie A, e 118 presenze e 35 reti in Serie B.

### Dirigente
Dopo aver appeso gli scarpini al chiodo, Pacione torna nella città di Verona legandosi stavolta al Chievo, per ricoprire dal 1995 il ruolo di team manager dei clivensi. Dopo la mancata iscrizione ai campionati della squadra gialloblù nel 2021, inizialmente rimane a collaborare con Campedelli al progetto "Chievo Sona"; ma a causa dei ritardi nello sviluppo, il 5 ottobre 2022 assume l'incarico di direttore sportivo del Vigasio, militante nel campionato veneto di Eccellenza.

## Palmarès

### Club

#### Competizioni nazionali
- Campionato italiano di Serie B: 3

Atalanta: 1983-1984
Torino: 1989-1990
Reggiana: 1992-1993
- Campionato italiano: 1

Juventus: 1985-1986

#### Competizioni internazionali
- Coppa Intercontinentale: 1

Juventus: 1985

### Individuale
- Capocannoniere della Serie B: 1

1983-1984 (15 gol)